# 9388 Takeno
A 9388 Takeno (ideiglenes jelöléssel 1994 EH2) a Naprendszer kisbolygóövében található aszteroida. Kobajasi Takao fedezte fel 1994. március 10-én.